# Aglauco Casadio
Aglauco Casadio (Faenza, 23 novembre 1917 – Roma, 2006) è stato un giornalista, letterato e regista italiano.

## Biografia
Si fa conoscere per le sue poesie e i suoi scritti sulla rivista Prospettive (1939-1951), diretta da Curzio Malaparte. Nella veste di giornalista e letterato ebbe modo di inserirsi nel mondo del cinema collaborando ad alcune sceneggiature e realizzando alcuni documentari, tra i quali si ricorda Piccolo cabotaggio pittorico del 1952, che fu presentato a Venezia. Ma la grande occasione si presentò nel 1957 quando diresse un film di grande pregio quale Un ettaro di cielo con Marcello Mastroianni e Rosanna Schiaffino come interpreti principali. Il film non ebbe il successo sperato e la carriera di Casadio come regista non proseguì oltre. Nei primi anni sessanta realizzò alcuni documentari su commissione, nei quali trasfuse la sua vena poetica con risultati eccellenti per quel tipo di cinematografia. Tra questi si ricorda Piccola arena Casartelli sul mondo del circo, Acciaio a Spoleto e La ferriera abbandonata sul mondo della siderurgia.
È stato beneficiario della Legge Bacchelli.

## Filmografia parziale
- Piccolo cabotaggio pittorico (1952)
- Un ettaro di cielo (1958)
- Un cane al giorno (1960)
- Paludi (1960)
- Appena ieri (1960)
- Piccola arena Casartelli (1960)
- Maestrine (1961)
- Aspra Italia (1961)
- Ascoltate la misera storia (1961)
- La ferriera abbandonata (1962)
- Acciaio a Spoleto (1962)
- Le favole di Tabusso (1963)